# 唐浩明
唐浩明（1946年10月—），男，湖南衡阳人，中华人民共和国作家。毕业于河海大学、华中师范大学。曾任湖南省作家协会主席。长期致力于写作历史小说，代表作有《曾国藩》、《张之洞》、《杨度》等。

## 生平
唐浩明在1946年出生在湖南省衡阳市，这也是明末大哲学家王夫之的故乡。父亲唐振楚是中国国民党中央委员会成员，曾经出任蓝山县县长和蒋介石的机要秘书。母亲王德蕙出身世家，大舅和孙中山一起闹革命，是中国国民党最早的中央委员。哥哥唐翼明是魏晋文学研究者。姐姐唐漱明在1950年代土地改革运动中因痢疾去世。
1949年，唐振楚和妻子王德蕙跟随中国国民党转战台湾岛，7岁的唐翼明、5岁多的唐漱明和2岁的唐浩明留在大陆，寄养在伯父唐宣祖家。土地改革运动时期，唐宣祖经常被揪出来批斗，从此对三个孩子不闻不问。
1966年，文化大革命开始之后，唐浩明潜心阅读了《二十四史》。唐翼明先后在武汉大学、哥伦比亚大学、台湾政治大学求学，先后定居美国、台湾和湖北省武汉市。3岁时，唐浩明被衡阳城一个理发匠邓显宏抱养，改名“邓云生”。1964年，唐翼明从桂林市回武汉市，中途在衡阳下车看望弟弟唐浩明，询问唐浩明打算大学读什么科系，唐浩明回复要报考中文系，唐翼明则建议他考工科。1965年，唐浩明考取南京华东水利学院（今河海大学），大学毕业后他先到军垦农场种田喂猪，后来调回家乡衡阳市水利局当技术员。不久，在哥哥唐翼明的指导下，他考取了武汉华中师范学院（今华中师范大学）古典文学研究生班，毕业后分配到湖南新成立的岳麓书社当编辑，负责编纂《曾国藩全集》。
到了唐浩明40岁那年（1986年），他已研究曾国藩二十几年，在厚重的资料下写成了《曾国藩》一書而一举成名，并且奠定了他在文学界和史学界的地位。後來在1993年，唐浩明被批准享受国务院颁发的政府特殊津贴。
他於1999年4月当选为湖南省海外联谊会第三届理事会理事。2004年9月8日，唐浩明在湖南省作家协会第6次代表大会上当选湖南省作家协会主席。2011年6月21日，唐浩明在湖南省作家协会第7次代表大会上连任湖南省作家协会主席。
而在完成《张之洞》一書后，唐浩明宣布封笔。
2016年4月，不再担任湖南省作家协会主席职务，由王跃文接任。

## 家庭
唐浩明有两个女儿，在台湾长大和接受的教育，并且在台湾成家立业。

## 奖项和荣誉
- 1994年被评为首届全国中青年优秀编辑。[6]
- 1997年获“第三届国家图书奖”。[6]
- 1998年获“八五”期间优秀长篇小说奖。[6]
- 《曾国藩》2003年获得首届姚雪垠长篇历史小说奖。[9]

## 作品
- 长篇历史小说《曾国藩》——湖南文艺出版社、香港天地图书公司、台湾黎明文化公司出版
- 长篇历史小说《旷代逸才——杨度》——湖南文艺出版社、香港天地图书公司、台湾汉湘文化公司出版
- 长篇历史小说《张之洞》——人民文学出版社、香港天地图书公司、台湾远流出版公司出版